# Lipinia inconspicua
Lipinia inconspicua — вид сцинкоподібних ящірок родини сцинкових (Scincidae). Ендемік Індонезії.

## Поширення і екологія
Lipinia inconspicua відомі з типової місцевості, розташованої на горі Хуйду-Матабулава, на півострові Мінагаса у північній частині острова Сулавесі, на висоті 1200 м над рівнем моря. Вони живуть у вологих гірських тропічних лісах.